# Trifolium ochroleucum
Trifolium ochroleucon es una especie de la familia de las fabáceas.

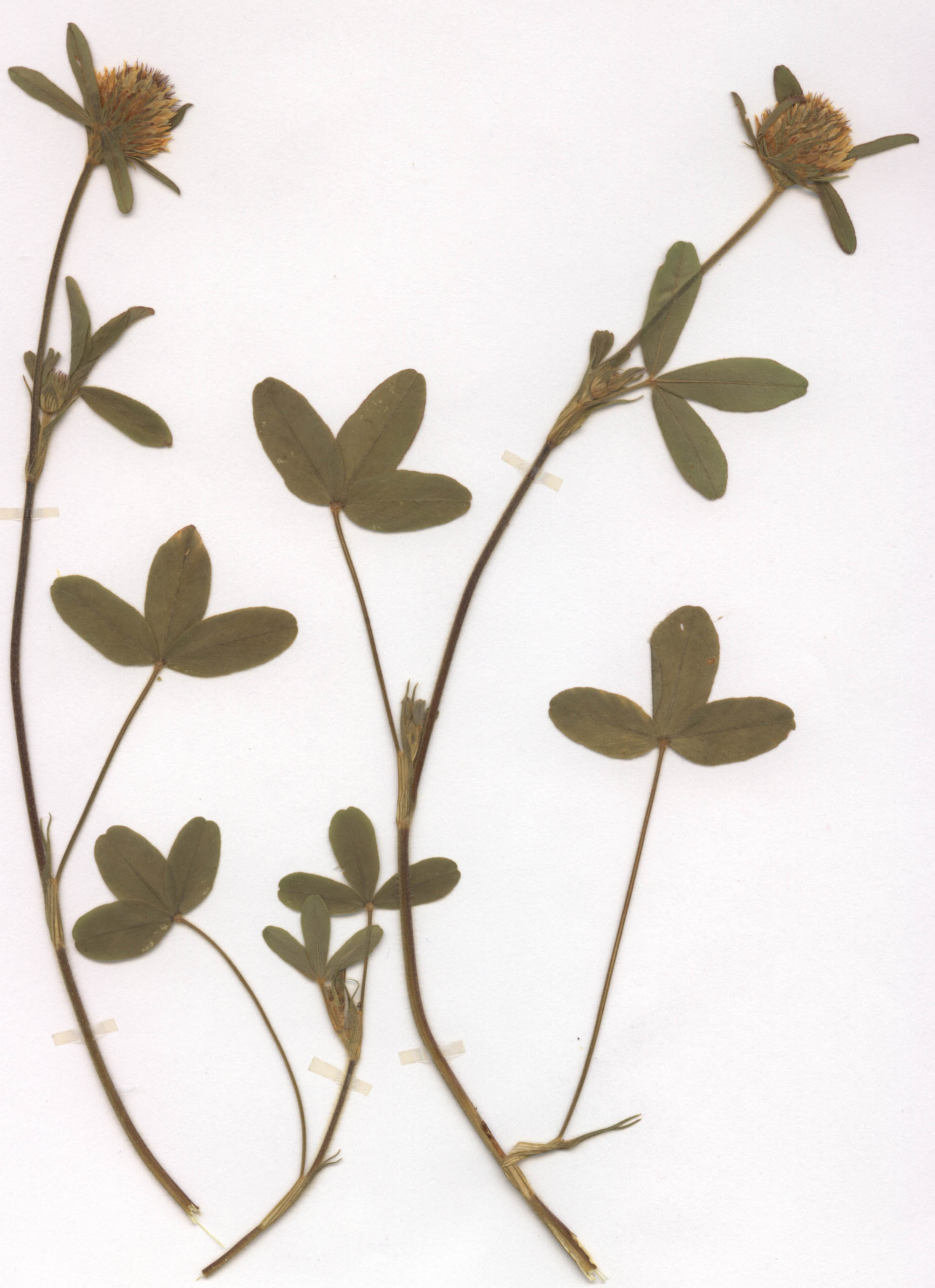
Ilustración

## Descripción
Trifolium ochroleucon es una especie perenne, enmarañada, con tallos ascendentes pelosos de 10-50 cm. Folíolos oblongo-elípticos o lanceolados de 1,5-3 cm, con pelos marginales. Flores blancoamarillentas, raramente rosas, en cabezuelas globulares u oblongas, sentadas, 2-4 cm. Pétalos 1,5-2 cm, el doble de largo que el cáliz que tiene los dientes más bajos más largos que los 4 superiores, y está recurvado en fruto. Florece en primavera y verano.

## Distribución
Habita en gran parte de Europa, excepto en Europa septentrional, Irlanda y Holanda. En el centro de España habita en melojares.

## Taxonomía
Trifolium ochroleucum fue descrita por William Hudson y publicado en Fl. Angl. (Hudson) 283. 1762
Citología
Número de cromosomas de Trifolium ochroleucon (Fam. Leguminosae) y táxones infraespecíficos: 2n=16
Etimología
Trifolium: nombre genérico derivado del latín que significa "con tres hojas".
ochroleucum: epíteto latino que significa "de color amarillo pálido"
Sinonimia
- Trifolium ochroleucon subsp. roseum (C.Presl) Guss.
- Trifolium ochroleucum Huds.
- Trifolium pallidulum Jord.
- Trifolium roseum J.Presl & C.Presl[5]

## Nombre común
- Castellano:  trébol.[6]